# 연수어린이도서관
연수꿈담도서관은 인천광역시 연수구 소재의 구립소재의 도서관이다. 2006년 연수어린이도서관에서 2022년 12월 연수꿈담도서관으로 개칭, 신축 되었다. 이용객층이 어린이에서 일반인까지 확대 되었다.

## 연혁
- 2006.11.01 연수어린이도서관 개관
- 2007.01.01 연수어린이도서관 기증 운동 실시
- 2008.03.18 전자도서관 구축
- 2009.03.01 책행복네트워크(상호대차)서비스 실시
- 2010.01.05 연수어린이도서관 증축공사 준공
- 2010.03.04「도서관과 함께 책읽기 운영도서관」 선정
- 2010.03.19 표준자료관리시스템(KOLASⅢ) 설치
- 2010.03.23 연수어린이도서관 홈페이지 개편
- 2010.05.25 작은도서관 순회사서 지원사업 선정
- 2011.09.30 연수구립공공도서관으로 홈페이지 개편
- 2022.12 연수꿈담도서관 (연수꿈담구립도서관)으로 개축

## 시설현황
- 1층 : 유아자료실

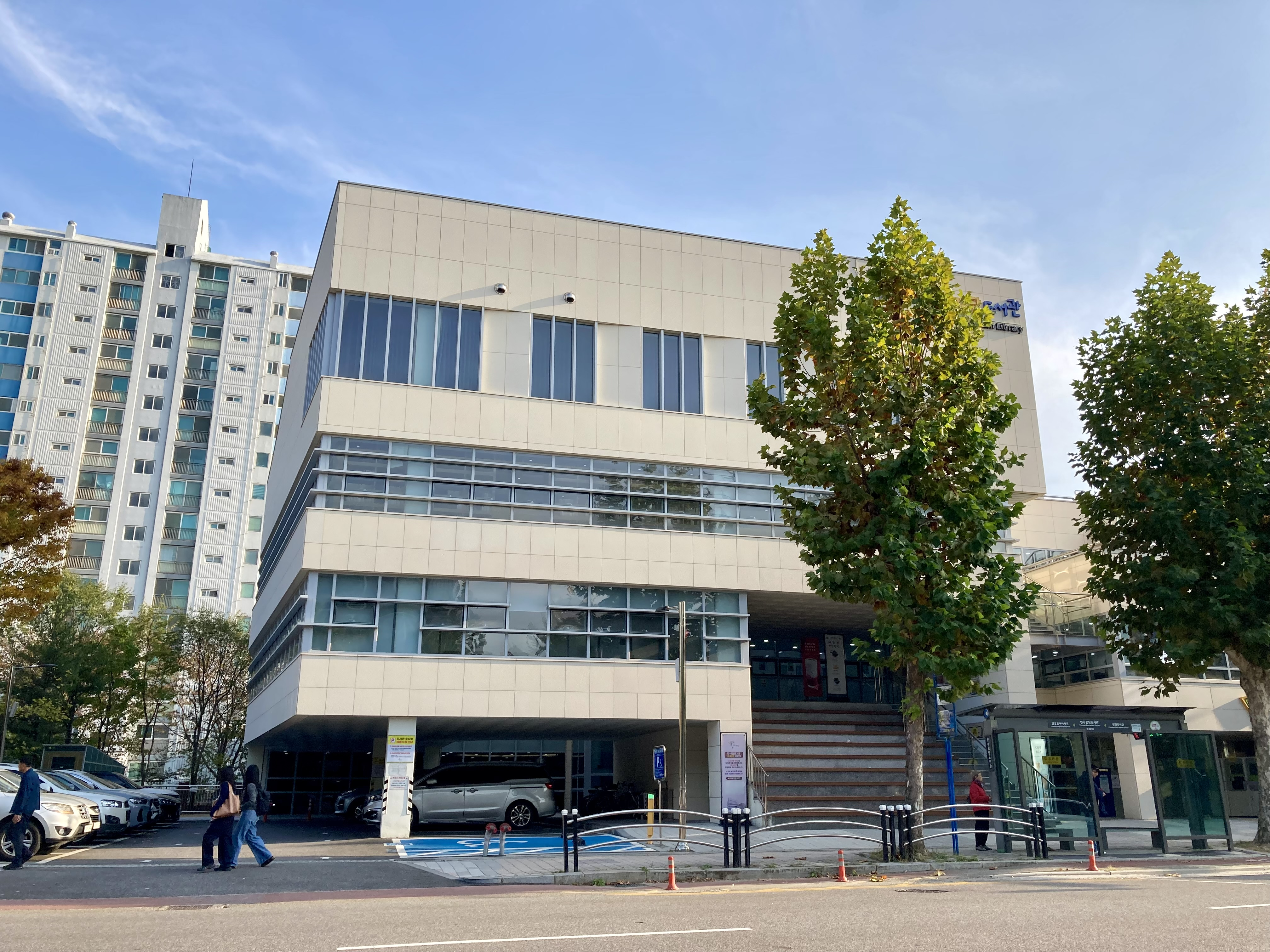
연수꿈담도서관(먼우금로 164)

- 2층 : 어린이자료실, 프로그램실, 동아리실
- 3층 : 종합자료실
- 4층 : 공연/강연장

## 이용 안내
- 화~금 09:00~22:00 / 토~일 09:00~18:00